# Formica pachucana
Formica pachucana är en myrart som beskrevs av André Francoeur 1973. Formica pachucana ingår i släktet Formica och familjen myror. Inga underarter finns listade i Catalogue of Life.